# Helge Stang

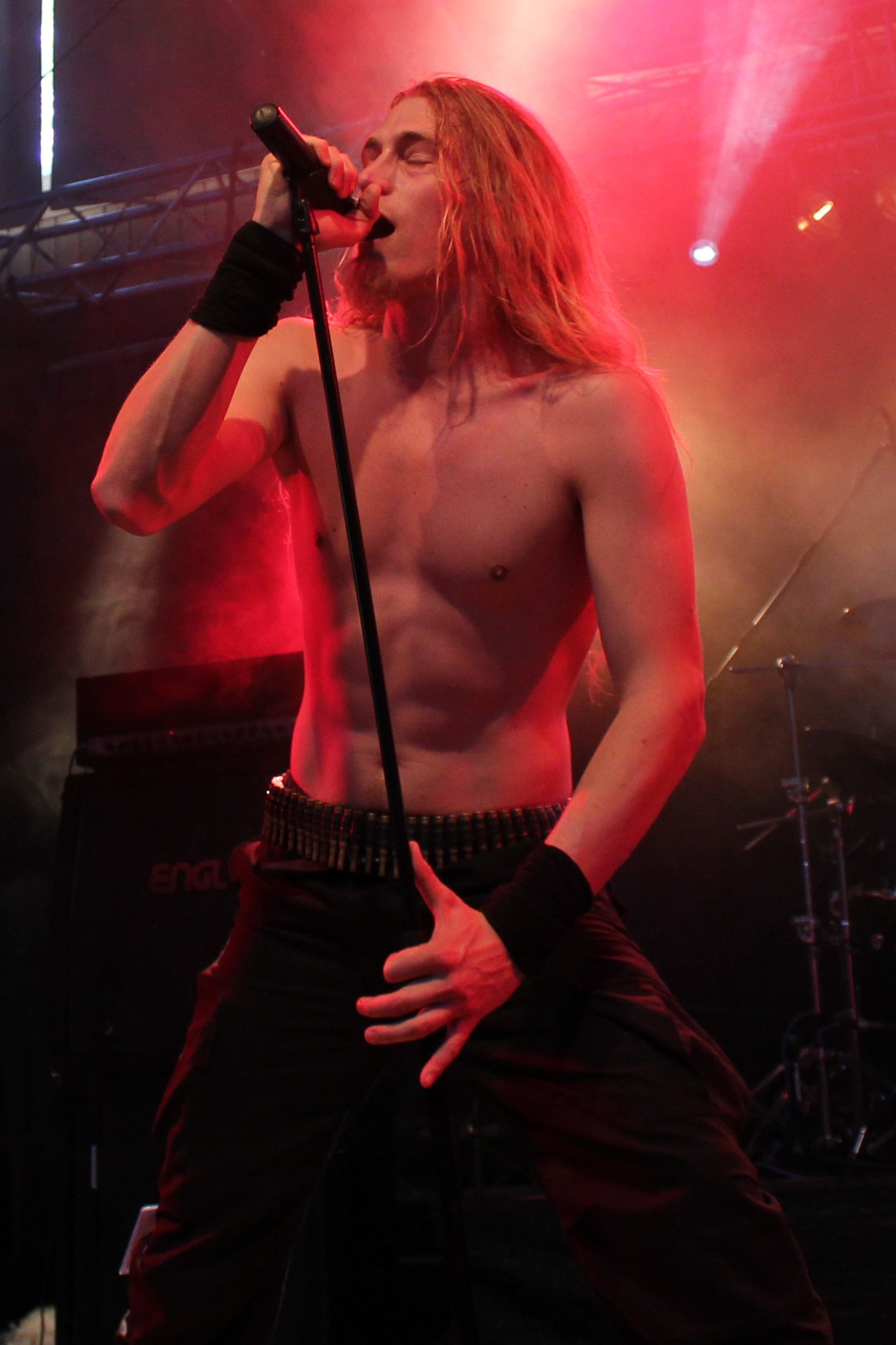
Helge Stang bei einem Auftritt mit Arafel auf dem Ragnarök-Festival 2011

Helge Stang (* 1983 in Berlin) ist ein deutscher Sänger, Liedtexter und Film- und Videoeditor aus München. Bekannt wurde er vor allem mit der Pagan-Metal-Band Equilibrium, bei der er bis 2010 Sänger war. Seit 2008 ist er bei der israelischen Folk-Metal-Band Arafel aktiv.

## Leben
Helge Stang (voller Name: Helge Lennart Stang) wurde 1983 im West-Berliner Stadtteil Steglitz geboren. Noch in früher Kindheit zog er mit seiner Familie in einen Vorort von München, wo er auch aufwuchs. Bevor er das Singen für sich entdeckte, begann er als Bassist zusammen mit Freunden in seiner Jugend in diversen kleineren, lokalen Bands zu spielen.
Im Januar 2001 gründete er mit René Berthiaume, Sandra Völkl und deren Bruder Andreas Völkl die Band Equilibrium. Ursprünglich nur als Coverband für einen Auftritt ausgelegt, fanden die damals 17- bis 20-Jährigen Spaß am gemeinsamen Musizieren und beschlossen aus Equilibrium eine „richtige“ Band zu formen. Im Sommer 2002 schloss er mit dem Abitur seine schulische Laufbahn ab.
Im Jahr 2004 stieg er bei der Münchner Death-Metal-Band Reign of Decay ein. Nach rund vier Jahren Aktivität verließ er die Band im Spätsommer 2008 wieder.
Stang stieg im Frühjahr 2009 als Sänger bei der israelischen Folk-Metal-Band Arafel ein. Im November 2008 hatte ihn dazu Nasha, die Violinistin der Band, kontaktiert. Gegenüber dem Webzine powermetal.de äußerte sich Stang über den Einstieg bei der Band wie folgt:

„[…] Wir lernten uns 2005 auf dem ‚Parmesan‘ [sic!] (gemeint ist Party.San) kennen und hielten auch E-Mail-Kontakt. So mal hier, mal da – nix Großes also. Und irgendwann kam dann die Anfrage per Mail, ob ich nicht Lust hätte, ihre neue Platte einzusingen. Dacht ich mir: klar, warum nicht? […] Es klang alles sehr interessant, darum hab ich zugesagt.“

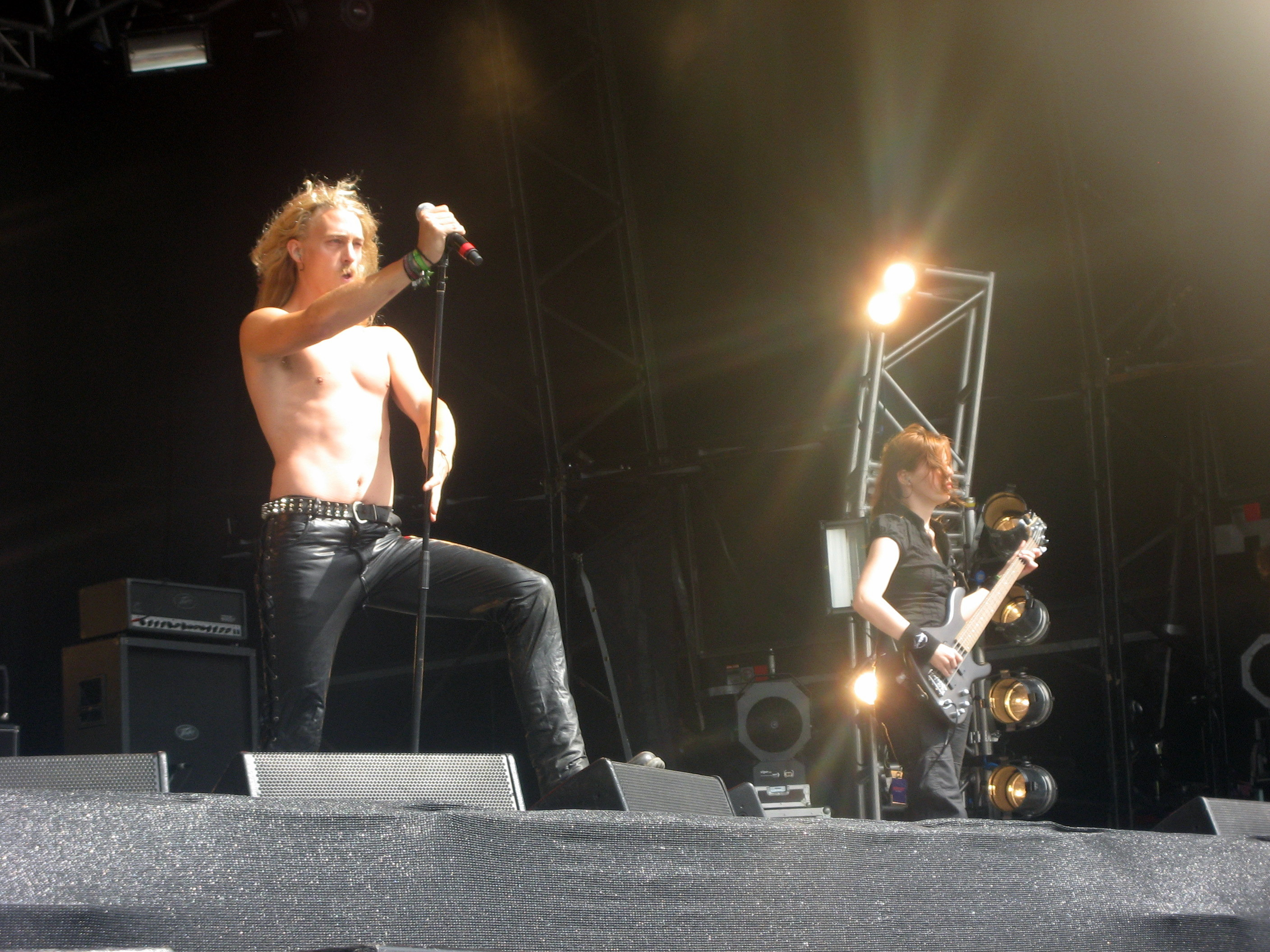
Helge Stang bei einem Auftritt von Equilibrium auf dem Bloodstock Open Air 2009; im Hintergrund Sandra Völkl

Nach rund zehn Jahren bei Equilibrium wurde Helge Stang Anfang 2010 vom Rest der Band rausgeworfen. Nachdem sich unmittelbar danach bereits Gerüchte im Internet verbreitet hatten, wurde die Nachricht am 13. Februar des Jahres seitens der Band offiziell bestätigt. Als Grund wurde die menschliche und musikalische Auseinanderentwicklung Stangs mit den anderen Musikern genannt, und die daraus resultierende fehlende Harmonie innerhalb der Band. Mit Stang verließ auch der Schlagzeuger Manuel Di Camillo und der Merchandise-Verkäufer die Band, da insbesondere Di Camillo sich Equilibrium nicht ohne Helge Stang als Sänger vorstellen konnte.
Im Sommer 2010 gründete Stang mit Manuel Di Camillo und dem gemeinsamen Freund Sebastian Klusmann die Black-/Death-Metal-Band Driven. Neben dem Gesang übernimmt er dort auch den Bass.

Ebenfalls 2010 sang er zwei Lieder auf dem gleichnamigen Debütalbum der Melodic Black-/Death-Metal-Band Craving ein, welches Anfang 2012 über Apostasy Records veröffentlicht wurde.

So ist er auf den Liedern Ein Funken Abendrot und Lug und Litanei zu hören, zu welchen er auch die Texte schrieb.
Seit 2014 ist Stang auch Sänger und Bassist des Projekts „Wolves Den“, bei dem auch Ex-Equilibrium-Mitglied Manuel DiCamillo mitwirkt.

### Privates
Stang ist passionierter Ruderer. In seiner Jugend gewann er mehrmals die bayerischen Meisterschaften im Rudern, belegte einen vierten Platz bei Jugend trainiert für Olympia und erzielte einmal den fünften Platz bei der deutschen Meisterschaft, so dass er zum erweiterten Nationalkader gehörte.
Stang ist zudem gelernter Film- und Videoeditor. Die Ausbildung dazu fand zwischen 2005 und 2007 beim Münchner TV Werk statt. Im Anschluss daran arbeitete er bei der Münchner Firma Twentyfiveseven und erstellte vor allem Werbespots und digitale Filmeffekte. Nach zwei Jahren bei Twentyfifeseven gab er Mitte Mai 2009 seinen Beruf auf und lebte von der Musik und als freischaffender Editor. 2010 bis 2012 arbeitete er bei der Firma Südlich-t und ist seit dem Frühjahr 2012 wieder freischaffend tätig.

## Stil
Helge Stang verwendet überwiegend die Gesangstechnik des Screamings. Als Akzentuierung und Stilmittel verwendet er auch gelegentlich das Growling.
Geprägt wurde er durch diverse Black-Metal-Bands wie Dimmu Borgir, Cryptic Wintermoon, Graveworm etc. und deren genretypisches hohes Screaming. Während er anfangs versuchte deren Gesang zu imitieren, entwickelte er mit der Zeit seinen eigenen Stil, und nennt als Einflüsse Bands wie Taake oder Novembre.

## Diskografie

### Mit Equilibrium
- 2003 – Demo 2003 (in Eigenproduktion)
- 2005 – Turis Fratyr (Black Attakk)
- 2008 – Sagas (Nuclear Blast)

### Mit Reign of Decay
- 2005: Perceptions of Reality (in Eigenproduktion)

### Mit Arafel
- 2010: For Battles Once Fought (NoiseArt Records)

### Mit Wolves Den
- 2015 – Deus Vult (Full-length in Eigenproduktion)[10]
- 2020 – Miserere (Trollzorn Records)[11]